# 芭比·基亞古拉尼
芭芭拉·基亞古拉尼（英語：Barbara Kyagulanyi，1984年9月7日—）是一名烏干達慈善家和作家。她是烏干達歌手兼政治家羅伯特·基亞古拉尼·森塔穆的妻子。她是2012年出版的《鄉村美女的黃金記憶》（Golden Memories of a Village Belle）一書的作者。
2013年，她創辦非政府組織「烏干達關懷之心」（Caring Hearts Uganda），重點關注少女、愛滋病教育和經期衛生。該非政府組織為邊緣化兒童和境內流離失所兒童的學校捐贈基礎設施。
2018年，芭比為丈夫羅伯特·基亞古拉尼·森塔穆競選議員，後來又為2020年競選總統發表有關婦女權利的宣言。羅伯特在2020年競選總統期間被關押在Nalufenya拘留所，她爭取釋放羅伯特。2021年，由於擔心羅伯特的公開露面會煽動騷亂，兩人未經審判即被烏干達安全部隊軟禁。11天後，軟禁被裁定為非法。
紀錄片《改變烏干達的旋律》描述了他們競選總統的過程，這部紀錄片獲得了2024年奧斯卡最佳紀錄片獎提名。

## 個人生活
芭比於1984年9月7日出生於烏干達西南部的恩通加莫區。她的父母是醫生格肖姆·卡加朱（Gershom Kagaju）和喬伊·卡加朱（Joy Kagaju）。她曾在姆巴拉拉尼亞米坦加的聖海倫小學、布韋拉揚吉女子學校就讀六年，學習O級和A級課程。之後，她進入馬凱雷雷大學主修社會工作和社會管理。她還在倫敦大學獲得人權碩士學位。芭比在高中時遇到羅伯特·基亞古拉尼·森塔穆，當時羅伯特還是馬凱雷雷大學音樂、舞蹈和戲劇專業的學生。兩人同居10年後，於2011年在坎帕拉的魯巴加大教堂結婚。他們有四個孩子。

## 榮譽
2018年，芭比榮獲烏干達AidChild領導學院頒發的卓越領導獎。2020年，她被Teenz Awards 2020授予青少年最喜愛的社交媒體明星獎。她還因支持未成年母親而獲得The Remnant Generation頒發的獎項，這是一個為烏干達未成年母親提供諮詢和支持的獎項。

## 外部連結
- 芭比·基亞古拉尼在互联网电影资料库（IMDb）上的資料（英文）
- Website 的存檔，存档日期2020-11-19.